# そら (Hearts Growの曲)
「そら」は、音楽バンドHearts Growの5枚目（インディーズからの通算6枚目）のシングル。2008年9月3日リリース。

## 概要
前作「かさなる影」からおよそ7ヶ月ぶりとなる2008年第2弾シングル。初回生産版は『鉄腕バーディー DECODE』書き下ろしワイドキャップ仕様。本作のジャケットには、初めてメンバー全員が写されている。
2008年初頭に脱退したユウヤに代わって、ドラマーの楠瀬拓哉（元Hysteric Blueメンバー）が本作の収録曲のドラムス演奏を担当している。また、カップリング曲「未来スケッチ」ではメンバーと共に楠瀬が作詞に参加している。
本作以降、新作のリリースがないままHearts Growは2009年12月に活動を休止しているため、実質的に本作がラストシングルとなった。

## 収録曲
1. そら （作詞/作曲：Hearts Grow 編曲：Fabrik）
独立UHF局テレビアニメ『鉄腕バーディー DECODE』オープニングテーマ。
2. 未来スケッチ （作詞：Hearts Grow、楠瀬拓哉 作曲：Hearts Grow 編曲：江口亮）
日本トランスオーシャン航空2008年イメージソング。
3. そら (Instrumental)